# White Moth (wherry)
White Moth est un Norfolk wherry de 1915 construit à Wroxham dans le Comté de Norfolk. C'est un des rares exemplaires de yacht wherry (en anglais : wherry yacht) avec le Norada et le Olive.
Il est affrété par la Wherry Yacht Charter depuis 2012.
Il est classé bateau historique depuis 1993 par le National Historic Ships UK.

## Histoire
White Moth est le dernier à avoir été construit au chantier Ernest Collins de Wroxham, après Norada et Olive.
Il a été commandé par un propriétaire privé mais, en 1921, a été repris dans la flotte d'Ernest Collins jusqu'en 1956. Il était équipé pour recevoir 6 passagers en cabine et d'un salon qui pouvait recevoir deux couchages supplémentaires. La location du voilier se faisait avec un équipage de deux personnes logées dans le cuddy avant.
En 1956, il a été utilisé en houseboat puis vendu en 1956. Il a subi un naufrage puis a été transporté à Great Yarmouth pour être démantelé. Il a échappé à cela et emmené à Horning pour subir une restauration par Maynard Watson.
En 1993, il a été acheté par la Norfolk Broads Yachting Company qui loue le voilier en bateau de plaisance. Il possède désormais 10 couchettes et une salle à manger et salon. Il est affrété depuis 2012 par la Wherry Yacht Charter.